# Hideaki Kitajima
Hideaki Kitajima (北嶋 秀朗 Kitajima Hideaki?,  nacido el 23 de mayo de 1978 en Narashino, Chiba) es un exfutbolista japonés. Jugaba de delantero y su último club fue el Roasso Kumamoto de Japón.

## Trayectoria

### Clubes
| Club                       | País  | Año         |
| -------------------------- | ----- | ----------- |
| Kashiwa Reysol             | Japón | 1997 - 2003 |
| Shimizu S-Pulse (préstamo) | Japón | 2003        |
| Shimizu S-Pulse            | Japón | 2004 - 2005 |
| Kashiwa Reysol             | Japón | 2006 - 2012 |
| Roasso Kumamoto (préstamo) | Japón | 2012        |
| Roasso Kumamoto            | Japón | 2013        |

### Selección nacional
| Selección | País  | Año         |
| --------- | ----- | ----------- |
| Sub-23    | Japón | 1999 - 2000 |
| Absoluta  | Japón | 2000        |

## Estadísticas

### Clubes
| Club            | Season       | League   | League | Copa del Emperador | Copa del Emperador | Copa J. League | Copa J. League | Asia     | Asia  | Other1   | Other1 | Total    | Total |
| Club            | Season       | Partidos | Goles  | Partidos           | Goles              | Partidos       | Goles          | Partidos | Goles | Partidos | Goles  | Partidos | Goles |
| --------------- | ------------ | -------- | ------ | ------------------ | ------------------ | -------------- | -------------- | -------- | ----- | -------- | ------ | -------- | ----- |
| Kashiwa Reysol  | 1997         | 6        | 0      | 0                  | 0                  | 0              | 0              | -        | -     | -        | -      | 6        | 0     |
| Kashiwa Reysol  | 1998         | 9        | 2      | 0                  | 0                  | 3              | 0              | -        | -     | -        | -      | 12       | 2     |
| Kashiwa Reysol  | 1999         | 17       | 7      | 4                  | 2                  | 6              | 2              | -        | -     | -        | -      | 27       | 11    |
| Kashiwa Reysol  | 2000         | 30       | 18     | 2                  | 0                  | 2              | 0              | -        | -     | -        | -      | 34       | 18    |
| Kashiwa Reysol  | 2001         | 28       | 7      | 1                  | 0                  | 4              | 1              | -        | -     | -        | -      | 33       | 8     |
| Kashiwa Reysol  | 2002         | 18       | 2      | 1                  | 1                  | 6              | 0              | -        | -     | -        | -      | 25       | 3     |
| Kashiwa Reysol  | Total        | 108      | 36     | 8                  | 3                  | 21             | 3              | -        | -     | -        | -      | 137      | 42    |
| Shimizu S-Pulse |              |          |        |                    |                    |                |                |          |       |          |        |          |       |
| 2003            | 18           | 2        | 2      | 0                  | 2                  | 0              | 2              | 1        | -     | -        | 24     | 3        |       |
| 2004            | 27           | 5        | 0      | 0                  | 7                  | 0              | -              | -        | -     | -        | 34     | 5        |       |
| 2005            | 3            | 0        | 2      | 0                  | 1                  | 1              | -              | -        | -     | -        | 6      | 1        |       |
| Total           | 48           | 7        | 4      | 0                  | 10                 | 1              | 2              | 1        | -     | -        | 64     | 9        |       |
| Kashiwa Reysol  | 2006         | 24       | 7      | 0                  | 0                  | -              | -              | -        | -     | -        | -      | 24       | 7     |
| Kashiwa Reysol  | 2007         | 12       | 1      | 1                  | 0                  | 0              | 0              | -        | -     | -        | -      | 13       | 1     |
| Kashiwa Reysol  | 2008         | 12       | 1      | 1                  | 0                  | 3              | 0              | -        | -     | -        | -      | 16       | 1     |
| Kashiwa Reysol  | 2009         | 22       | 4      | 2                  | 0                  | 5              | 2              | -        | -     | -        | -      | 29       | 6     |
| Kashiwa Reysol  | 2010         | 17       | 4      | 2                  | 0                  | -              | -              | -        | -     | -        | -      | 19       | 4     |
| Kashiwa Reysol  | 2011         | 23       | 9      | 3                  | 1                  | 2              | 1              | -        | -     | 3        | 0      | 31       | 11    |
| Kashiwa Reysol  | 2012         | 5        | 1      | -                  | -                  | 0              | 0              | 2        | 0     | 1        | 0      | 8        | 1     |
| Kashiwa Reysol  | Total        | 115      | 27     | 9                  | 1                  | 10             | 3              | 0        | 0     | 4        | 0      | 140      | 31    |
| Roasso Kumamoto | 2012         |          |        |                    |                    | -              | -              | -        | -     | -        | -      |          |       |
| Roasso Kumamoto | Total        |          |        |                    |                    |                |                |          |       |          |        |          |       |
| Career total    | Career total | 271      | 70     | 21                 | 4                  | 41             | 7              | 4        | 1     | 4        | 0      | 341      | 82    |

1Inclye Copa Mundial de Clubes de la FIFA  y Supercopa de Japón.